# Horbacha
Horbacha (biał. Гарбаха, Harbacha; ros. Горбаха, Gorbacha) – agromiasteczko na Białorusi, w obwodzie brzeskim, w rejonie janowskim, w sielsowiecie Horbacha.

## Historia
W XIX i w początkach XX w. położona była w Rosji, w guberni grodzieńskiej, w powiecie kobryńskim, w  gminie Worocewicze.
W dwudziestoleciu międzywojennym leżała w Polsce, w województwie poleskim, w powiecie drohickim, do 18 kwietnia 1928 w gminie Worocewicze, następnie w gminie Osowce. W 1921 wieś liczyła 368 mieszkańców, zamieszkałych w 74 budynkach, w tym 248 tutejszych, 109 Polaków i 11 Białorusinów. 340 mieszkańców było wyznania prawosławnego, 27 mojżeszowego i 1 rzymskokatolickiego.
Po II wojnie światowej w granicach Związku Radzieckiego. Od 1991 w niepodległej Białorusi.